# ماساهيرو إيشيكاوا
ماساهيرو إيشيكاوا (باليابانية: 石川 雅博) (23 مايو 1990 في توكوشيما في اليابان – )؛ هو لاعب كرة قدم ياباني سابق كان يلعب كمدافع.

## وصلات خارجية
- ماساهيرو إيشيكاوا على موقع رابطة كرة القدم اليابانية للمحترفين (اليابانية)
- ماساهيرو إيشيكاوا على موقع قاعدة بيانات كرة القدم.إي يو (الإنجليزية)
- ماساهيرو إيشيكاوا على موقع Soccerway.com (الإنجليزية)